# Kohalpur
Kohalpur (in nepalese कोहलपुर) è un comune nel distretto di Banke, nella provincia di Lumbini in Nepal.
Il comune è stato istituito il 18 maggio 2014 fondendo i due comitati di sviluppo del villaggio  di Rajhena e Kohalpur. La città si trova sull'autostrada est-ovest ed è uno dei luoghi in più rapido sviluppo in Nepal. Si trova 16 km a nord di Nepalganj, 135 km a est di Tribhuvannagar nel distretto di Dang e dista 6 km dal confine indiano. Ha una giunzione per diversificare il trasporto stradale cittadino verso est, ovest, nord e sud.
È accessibile per via aerea (aeroporto di Nepalganj) e per strada (535 km a ovest di Katmandu).

## Municipalità
Kohalpur è il secondo comune del distretto di Banke, il primo è Nepalgunj.
Come comune, Kohalpur assumerà una maggiore autonomia del governo locale e maggiori risorse finanziarie come parte dello sforzo dei governi centrali per promuovere il potere decentralizzato.
Lo status di municipalità è stato ripetutamente bloccato a causa della mancata ratifica della costituzione nazionale. Il 27 maggio 2012 non è stata rispettata una quarta scadenza per ratificare la costituzione; a partire dal 2018 è stato ufficialmente dichiarato comune.

## Struttura amministrativa
Kohalpur è situato all'interno del distretto di Banke. Il comitato per lo sviluppo distrettuale (DDC) del distretto di Banke è stato recentemente assunto da un funzionario dello sviluppo locale nominato dal governo. Kohalpur è stato dichiarato comune, ma questo non è stato ufficializzato in assenza di una costituzione nazionale ratificata. Attualmente rimane come un comitato per lo sviluppo dei villaggi, con 9 circoscrizioni, ciascuna con un forum cittadino di circoscrizione (WCF) che serve come autorità a livello comunitario.
Il comitato per lo sviluppo dei villaggi di Kohalpur è stato gestito negli ultimi 5 anni di transizione da un segretario nominato dal governo. I progetti di sviluppo urbano all'interno del distretto sono classificati per priorità e approvati dal Consiglio distrettuale prima dell'attuazione. Anche se la comunità non ha potere legale, le CBO svolgono un ruolo cruciale nello sviluppo di Kohalpur. Attraverso il forum cittadino di circoscrizione, collaborano con il comitato per lo sviluppo dei villaggi e altre organizzazioni per realizzare progetti a livello locale.
A Kohalpur c'è anche un'area autonoma chiamata comitato per lo sviluppo cittadino (TDC). Lo scopo di questo comitato in Nepal è di organizzare strutturalmente le persone a livello locale e di creare una partnership tra la comunità e il settore pubblico per migliorare il sistema di fornitura dei servizi. Un comitato per lo sviluppo cittadino ha uno status di istituzione autonoma e di autorità per interagire con le istituzioni di governo più centralizzate in Nepal. Così facendo, il comitato ha un elemento di controllo e di responsabilità nello sviluppo, e assicura anche un utilizzo e una distribuzione adeguati dei fondi statali e una maggiore interazione tra i funzionari del governo, le ONG e le agenzie. All'interno di una determinata area discuterà di istruzione, approvvigionamento idrico, salute di base, servizi igienico-sanitari e reddito e monitorerà e registrerà i progressi che vengono visualizzati nei dati del censimento.

## Geografia
Kohalpur si trova nel distretto di Banke nella regione centro-occidentale del Nepal (regione di Therai), con una superficie totale di 2816,6 ha. Il clima è subtropicale e la temperatura varia tra un massimo di 46 °C e un minimo di 7 °C.

## Ambiente
Il territorio di Kohalpur comprende un'area forestale totale di 1025,1 ha che è collegata al parco nazionale reale di Bardia nel distretto di Bardiya. L'area forestale è attualmente minacciata dalla deforestazione; solo nel 2010 sono stati deforestati 16,20 ha. Il terreno del comitato per lo sviluppo dei villaggi destinato all'agricoltura è di 1452,8 ha, di cui il 91% è usato per scopi agricoli.
La popolazione che si trova vicino al fiume Dudhuwa, che attraversa parte di Kohalpur in direzione sud-nord, è colpita da inondazioni; circa 185,8 ha vengono spesso colpiti.

## Società

### Etnie e minoranze straniere
La popolazione è composta principalmente dalla comunità Tharu, che sono gli abitanti originari, e gli immigrati dalla zona collinare del Nepal e dai distretti vicini.
La popolazione di Kohalpur comprende 39 caste diverse; le principali in termini di dimensione della popolazione sono i Chhetri (24%), Tharu (19%) e Brahmin (18%).

### Religione
| Religioni     | Religioni     |  | percentuale | percentuale |
| ------------- | ------------- |  | ----------- | ----------- |
| Induismo      | Induismo      |  | 96,8%       | 96,8%       |
| Islam         | Islam         |  | 2,14%       | 2,14%       |
| Cristianesimo | Cristianesimo |  | 0,89%       | 0,89%       |
| Buddhismo     | Buddhismo     |  | 0,17%       | 0,17%       |

La religione predominante nella popolazione è quella indù (96,80%), seguita dall'Islam (2,14%), dal cristianesimo (0,89%) e dal buddhismo (0,17%).

## Economia
L'attività principale della popolazione attiva è coinvolta nell'agricoltura e nell'allevamento (52,88%); il resto della popolazione si guadagna la vita nel lavoro a giornata (21,90%), negli affari (11,27%), nel lavoro delle organizzazioni governative e non governative (13,86%) e nella piccola industria (0,09%).

## Cultura

### Istruzione
In termini di istruzione, Kohalpur ha un tasso di alfabetizzazione decente. Il comune ha tre campus universitari, sei unità secondarie superiori (10+2), quattro unità secondarie inferiori (1-7) e 12 scuole primarie (1-5).
Il Medical College è uno dei più importanti centri educativi di Kohalpur; riceve studenti da tutto il paese e anche dall'India e dallo Sri Lanka.
Alcune scuole e università sono:
- Tribhuwan Higher secondary school
- Jeevan Jyoti Higher secondary school
- Bridge International school
- Bageshawri Academy
- Shri Ram Janaki Higher secondary school
- Gorkha united public Higher secondary school
- Takshashila Academy Banke
- Noble English Medium Secondary School
- Kohalpur Model College (KMC)

## Infrastrutture e servizi di base
Le infrastrutture sanitarie includono il Medical College, situato sul lato ovest del comitato per lo sviluppo dei villaggi, un centro sanitario, un centro sub-sanitario e 13 centri medici privati. I servizi di base non coprono tutta la popolazione di Kohalpur e a volte sono limitati all'area pianificata del comitato per lo sviluppo dei villaggi, che si trova nella Ward Number 3. Non esiste un sistema ufficiale di gestione dei rifiuti solidi.
Per quanto riguarda le infrastrutture idriche, il 68% delle famiglie ha delle condutture d'acqua, mentre il 31,15% usa sistemi di pompe a mano per ottenere acqua sotterranea; il resto delle famiglie usa altre fonti. In termini di servizi igienici, del totale di 4 735 famiglie, 1 548 non hanno un bagno. Le fosse settiche sono utilizzate da 2 046 famiglie, 841 utilizzano servizi igienici temporanei, 131 dispongono di servizi igienici a biogas e 169 unità sono collegate a un canale di raccolta aperto.
La linea elettrica centrale esistente copre l'87% delle famiglie, il 13% è senza elettricità e usa il cherosene. Una piccola parte delle famiglie rimanenti usa fonti alternative ecologiche come pannelli solari e biogas.

## Contesto politico
A causa dei cambiamenti politici e dell'instabilità generata in Nepal dalla metà del secolo scorso, le persone della zona collinare sono emigrate nella regione del Terai. La popolazione di Kohalpur è composta in parte da questa popolazione e da altre che sono arrivate in cerca di migliori opportunità grazie alle fertili condizioni agricole della terra.
L'attuale situazione politica è legata allo status del paese. Attualmente, le autorità locali non sono elette dal voto dei cittadini, ma sono nominate e designate dal governo. Conseguentemente all'instabilità politica proveniente dal governo nazionale, c'è un alto ricambio politico nelle istituzioni ufficiali locali; la maggior parte dei funzionari nominati sono di recente nomina ed è difficile controllare e avere continuità nei processi di gestione. La partecipazione dei cittadini ai processi politici ufficiali dipende attualmente dalla prossima costituzione nazionale; nel frattempo, il comitato per lo sviluppo dei villaggi afferma di lavorare sul sistema di identificazione dei suoi cittadini.

## Mezzi di comunicazione
Per promuovere la cultura locale, Kohalpur si affida a due stazioni radio comunitarie F.M.; Pratibodh F.M. (102,4 MHz) e Radio Kohalpur (101,2 MHz).
Per quanto riguarda l'informazione giornalistica, ci sono molti editori di giornali locali e nazionali tra cui Kantipur, The Kathmandu Post ecc.
Per la televisione ci sono tre operatori via cavo:
- Bageshwari Cable pvt. Ltd
- Super Vision Cable pvt. Ltd
- Madhyapaschim Cable pvt. Ltd

Localmente sono state ristabilite le trasmissioni di Kohalpur Television.